# Goephanes obliquepictus
Goephanes obliquepictus är en skalbaggsart som först beskrevs av Leon Fairmaire 1903.  Goephanes obliquepictus ingår i släktet Goephanes och familjen långhorningar.
Artens utbredningsområde är Madagaskar. Inga underarter finns listade i Catalogue of Life.